# کتابخانه ریاست جمهوری جرالد فورد

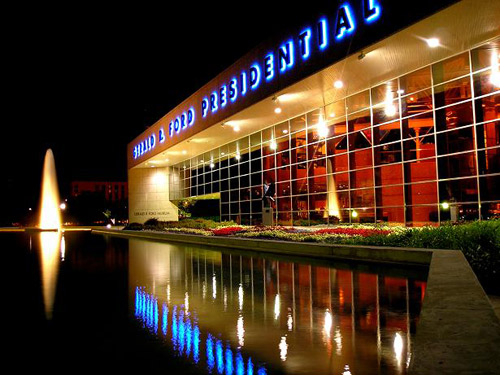

موزه و کتابخانه ریاست جمهوری جرالد فورد (به انگلیسی: Gerald R. Ford Presidential Library) یک مرکز فرهنگی و کتابخانه اسناد دولتی دوران ریاست جمهوری جرالد فورد است. این کتابخانه در محل زندگی فورد در زمان دانشجویی در قسمت شمالی دانشگاه میشیگان احداث شده‌است. کتابخانه ریاست جمهوری فورد محل نگهداری بسیاری از اسناد کتبی و سمعی بصری در ارتباط با زندگی شخصی، شغلی، و ریاست جمهوری جرالد فورد، سی و هشتمین رئیس جمهوری ایالات متحده است.
در حال حاضر کتابخانه فورد تنها کتابخانه ملی آرشیو ریاست جمهوری در ایالات متحده است که به صورت فیزیکی جدا از موزه رئیس‌جمهور قرار دارد. موزه جرالد فورد در گراند رپیدز در میشیگان، محل زندگی فورد در زمان عضویت در کنگره آمریکا در ۱۳۰ مایلی غرب ان آربور واقع شده‌است.
این مرکز متشکل از دو موزه و کتابخانهٔ جداگانه‌اند که از زمان تأسیس آن در ۲۷ آوریل ۱۹۸۱ توسط دانشگاه میشیگان اداره می‌گردند.